# Cervikal intraepitelial neoplasi
Cervikal intraepitelial neoplasi (CIN) är ett system för att klassificera celler i livmoderhalsen som kan utvecklas till cancer. De flesta fall av CIN tar immunsystemet hand om men några utvecklas till cancer. CIN graderas från I till III där III är allvarligast.